# NGC 3234
NGC 3234 (NGC 3235) é uma galáxia elíptica (E-S0) localizada na direcção da constelação de Leo Minor. Possui uma declinação de +28° 01' 27" e uma ascensão recta de 10 horas, 24 minutos e 59,3 segundos.
A galáxia NGC 3234 foi descoberta em 24 de Dezembro de 1827 por John Herschel.